# Inside Out (Keith Jarrett)
Inside Out è un album dal vivo di Keith Jarrett, Gary Peacock e Jack DeJohnette. Il disco è stato pubblicato nel 2001.

## Tracce
Tutte le tracce sono di Keith Jarrett, eccetto dove indicato.

1. From the Body - 23:13
2. Inside Out - 21:13
3. 341 Free Fade - 18:50
4. Riot - 7:23
5. When I Fall in Love (Edward Heyman, Victor Young) - 7:25

## Formazione
- Keith Jarrett – piano
- Gary Peacock - contrabbasso
- Jack DeJohnette - batteria